# Liste der Pfarren im Dekanat Obervellach
Das Dekanat Obervellach ist ein Dekanat der römisch-katholischen Diözese Gurk.

## Pfarren mit Kirchengebäuden
| Pfarre                       | Patrozinium            | Kirchengebäude | Bild |
| Flattach                     | Hl. Matthias           | Pfarrkirche Flattach Filialkirche Außerfragant                                                                                   |      |
| Heiligenblut am Großglockner | Hl. Vinzenz            | Pfarrkirche Heiligenblut Filialkirche Pockhorn                                                                                   |      |
| Kolbnitz                     | Hl. Jakobus der Ältere | Pfarrkirche Kolbnitz Filialkirche Maria am Sandbichl, Filialkirche Danielsberg                                                   |      |
| Mallnitz                     | Christkönig            | Pfarrkirche Mallnitz |      |
| Mörtschach                   | Hl. Leonhard           | Pfarrkirche Mörtschach Filialkirche Maria in den Auen                                                                            |      |
| Mühldorf                     | Hl. Vitus              | Pfarrkirche Mühldorf Filialkirche Rappersdorf                                                                                    |      |
| Obervellach                  | Hl. Martin             | Pfarrkirche Obervellach Filialkirche Stallhofen, Kalvarienbergkapelle, Filialkirche Oberfalkenstein, Filialkirche Söbriach       |      |
| Penk                         | Hl. Nikolaus           | Pfarrkirche Penk |      |
| Rangersdorf                  | Hll. Petrus und Paulus | Pfarrkirche Rangersdorf Filialkirche Lainach, Filialkirche Marterle, Filialkirche Tresdorf                                       |      |
| Sagritz                      | Hl. Georg              | Pfarrkirche Sagritz Filialkirche Döllach, Filialkirche Maria Dornach in Mitteldorf, Filialkirche Apriach, Filialkirche Putschall |      |
| Stall                        | Hl. Georg              | Pfarrkirche Stall im Mölltal Filialkirche Steinwand (Josefskirche)                                                               |      |
| Teuchl                       | Hl. Dreifaltigkeit     | Pfarrkirche Teuchl |      |
| Winklern                     | Hl. Laurentius         | Pfarrkirche Winklern Filialkirche Penzelberg, Filialkirche Reintal                                                               |      |

## Dekanat Obervellach
Das Dekanat umfasst 13 Pfarren.

## Dechanten
- seit 2000 Herbert Zwischenberger[1]